# Шеврон
У аеронаутици, шеврон је назубљење на млазници млазног мотора које служи за смањење буке. Ради тако што, при мешању топлог ваздух из језгра мотора са хладнијим обилазним вентилаторским ваздухом, назубљене ивице умекшавају мешање што умањује турбуленцију која ствара буку. Шеврон је развијен у НАСА-и у првој деценији 21. века.

## Извор
- НАСА: NASA Helps Create a More Silent Night, 2010-12-13